# Dialetto biscaglino
Il dialetto biscaglino (basco: bizkaiera) è un dialetto della lingua basca. Poiché è parlato non solo in Biscaglia, ma anche in alcune zone limitrofe della Gipuzkoa e della Álava, è anche chiamato dialetto occidentale.
È il dialetto più esteso e anche, assieme al suletino, il più diverso dal basco standard (euskara batua).

## Caratteristiche
Dal punto di vista fonologico il biscaglino ha le seguenti caratteristiche:
- In molte parole la i viene sostituita dalla u (es.: hUri/hiri) e la e in a.
- L'articolo, reso con -a nella lingua standard, viene reso con -ea. (es: neska/neskEA)
- Trasformazione di s e z in s e di tz e ts in tz. Questo si verifica anche in molte città del nord della Gipuzkoa.
- Nei verbi la k si sonorizza in g (es.: jaGi/jaiki)
- Il gruppo itz diventa tx e il gruppo iz diventa x.